# Nobody's Real
"Nobody's Real" (em português:  Ninguém é Real) é o segundo single do álbum Tonight the Stars Revolt!, lançado pela banda de metal alternativo Powerman 5000 em 1999. Embora não tão popular quanto o single anterior, entrou no Top 20 do Hot Mainstream Rock Tracks, alcançando a posição #18. A canção entrou na trilha sonora do filme Fim dos Dias, Gravity Games 2000: Summer Sounds, Vol. 1, e Naked 4-Play.

## Faixas
| N.º | Título          | Duração |  |
| 1.  | "Nobody's Real" | 2:55    |  |

## Posições nas paradas musicais
| Parada musical (1999/2000)                  | Melhor posição |
| ------------------------------------------- | -------------- |
| Estados Unidos - Alternative Songs          | 23             |
| Estados Unidos - Hot Mainstream Rock Tracks | 18             |